# Lucia de B.
Lucia de B. es una película de drama legal holandesa de 2014 dirigida por Paula van der Oest y escrita por Moniek Kramer. Fue seleccionada como la entrada holandesa a la Mejor Película en Lengua Extranjera en la 87.ª edición de los Premios Óscar, llegando a la lista de finalistas de enero, pero finalmente no fue nominada.

## Reparto
- Ariane Schluter como Lucía de Berk
- Barry Atsma como Jaap van Hoensbroeck
- Amanda Ooms como Jenny
- Marwan Kenzari como Rechercheur Ron Leeflang
- Fedja van Huêt como Quirijn Herzberg
- Annet Malherbe como Ernestine Johansson
- Sallie Harmsen como Judith Jansen

## Sinopsis
Un joven asistente del fiscal de distrito pone a una enfermera asesina en serie tras las rejas, solo para descubrir pruebas que pueden probar su inocencia.